# Steven Levitan

Steven E. Levitan (født 6. april 1962) er en amerikansk tv-producer, instruktør og manuskriptforfatter. Han har skabt tv-serier som Just Shoot Me!, Stark Raving Mad, Stacked, Back to You og Modern Family.

## Opvækst og uddannelse
Levitan blev født ind i en jødisk familie i Chicago, Illinois. Han gik på Glenbrook South High School og University of Wisconsin-Madison fra 1980 til 1984 og tog en bachelor i journalistik. Han er medlem af Sigma Alpha Epsilon-broderskab.

## Karriere
Levitan arbejdede på WKOW-TV, som on-air nyhedsreporter og morgenvært i Madison, Wisconsin,  og som tekstforfatter på Leo Burnett Advertising i Chicago. Han flyttede til Hollywood i 1989.
Som executive producer vandt Levitan en Emmy Award i 1996 for Frasier i kategorien Outstanding Comedy Series. Samme år blev han også nomineret i kategorien Outstanding Writing in Comedy Series for The Larry Sanders Show. Han blev nomineret til en Emmy i kategorien Outstanding Writing for a Comedy Series for Just Shoot Me! og yderligere to som executive producer. Levitan vandt Humanitas-prisen (for forfattere, hvis værker bedst kommunikerer og opmuntrer menneskelige værdier) i 1996 for Frasier-afsnittet "Breaking the Ice". Levitan har også vundet en CableACE Award og en Writers Guild-nominering for sit arbejde på The Larry Sanders Show. Han vandt også en Producers Guild Award og en Television Critics Association Award for Frasier, en People's Choice Award for Stark Raving Mad og en Golden Globe-nominering til Just Shoot Me!
Hans firma, Steven Levitan Productions, har produceret serierne Just Shoot Me!, Stark Raving Mad, Greg the Bunny, Oliver Beene og Stacked.
Levitan og tv-forfatter/producer Christopher Lloyd slog sig sammen som partnere i 2006 og lavede et produktionsselskab ved navn "Picture Day". Det er gennem dette firma, at de producerede deres fællesprojekter Back to You og Modern Family. I 2010 vandt Modern Family en Emmy Award i kategorien Outstanding Comedy Series samt to andre Emmy Awards: Outstanding Supporting Actor in Comedy Series til Eric Stonestreet og Outstanding Writing for a Comedy Series til Levitan og Christopher Lloyd.  Levitan har også modtaget Outstanding Directing for a Comedy Series-nomineringer for Modern Family-afsnittet " See You Next Fall " (2011) og "Baby on Board" (2012) og vandt sidstnævnte. 
Den 19. juni 2018 annoncerede Levitan, i fællesskab med Seth MacFarlane og Judd Apatow, at han overvejede at forlade 20th Century Fox, som protest imod Fox News' rapportering af Donald Trumps familieadskillelsespolitik, som er i strid med Modern Familys værdisæt. 

## Privatliv
Levitan var fra 1992 til 2018 gift med Krista Schmuck, og de har sammen tre børn, Hannah, Allie og Griffin. Parret gik gennem en grim skilsmisse, efter Schmuck i 2016 anklagede Levitan for hustruvold og søgte om polititilhold mod ham, Levitan nægter sig skyldig og har udtalt, at Schmuck blot har forsøgt at ødelægge hans rygte.
I juli 2021 forlovede Levitan sig med Kristina Maria McElligott. 

## Filmografi

### Skaber, forfatter, producent og instruktør
- Just Shoot Me! (1997–2003)
- Stark Raving Mad (1999–2000)
- Greg the Bunny (2002)
- Stacked (2005–2006)
- Back to You (2007–2008)
- Modern Family (2009–2020)
- LA to Vegas (2018)

### Forfatter og producer
- Wings (1990)
- The Larry Sanders Show (1992)
- Frasier (1993)
- Greg the Bunny (2002)
- With You In Spirit (2003) (også instruktør) tv-pilot
- Back to You (2007–2008)
- Modern Family (2009–2020)

### Forfatter
- The Critic (1994)
- Men Behaving Badly (1996)

### Producer
- The Larry Sanders Show (1995–1996) (co-executive producer)
- Say Uncle (2001) (co-executive producer)
- Oliver Beene (2003) (executive producer)
- LA to Vegas (2018) (executive producer)

### Instruktør
- Just Shoot Me
- Stark Raving Mad
- Yes, Dear
- Modern Family
- LA to Vegas

## Modern Family-relaterede credits

### Forfatter
- "Pilot"
- "The Incident"
- "Fifteen Percent"
- "Fears"
- "Unplugged"
- "Caught in the Act"
- "Boys' Night"
- "Send Out the Clowns"
- "Schooled"
- "Goodnight Gracie"
- "Three Dinners"
- "Message Received"
- "Clean Out Your Junk Drawer"
- "A Year of Birthdays"
- "Baby Steps" (teleplay)
- "Finale (Part One)"

### Instruktør
- "Hawaii"
- "Baby on Board"
- "See You Next Fall"
- "Treehouse"
- "Send Out the Clowns"
- "Baby on Board"
- "Bringing Up Baby"
- "When a Tree Falls"
- "Best Men"
- "The Wow Factor"
- "Goodnight Gracie"
- "First Days"
- "Three Dinners"
- "Australia"
- "The Wedding (Part One)"
- "Fight or Flight"
- "Connection Lost"
- "American Skyper"
- "Clean Out Your Junk Drawer"
- "The Party"
- "Thanksgiving Jamboree"
- "The Graduates"
- "In Your Head"
- "The Escape"
- "Kiss and Tell"
- "A Year of Birthdays"
- "Finale (Part One)"